# Tydeoidea
Super-famille
Les Tydeoidea sont une super-famille d'acariens.

## Liste des familles
- Ereynetidae Oudemans, 1931
- Iolinidae Pritchard, 1956
- Meyerellidae  André, 1979
- Tydeidae Kramer, 1877

## Référence
- Kramer, 1877 : Grundziige zur Systematik der Milben. Archiv fur Naturgeschicht, vol. 43, p. 215-247.